# 中国人民解放军陆军合成第一二七旅
合成第一二七旅（英語：127th Combined Arms Brigade），又称“铁军”，是中国人民解放军陆军第八十二集团军下辖的一个中型合成旅，驻地河北省邯郸市。

## 概述
该旅最早编制可追溯至1924年11月12日成立的广州国民政府所属的陆海军大元帅府铁甲车队，此部队系中国共产党控制的第一支成建制的正规武装力量，也是目前中国人民解放军中历史最悠久的单位，其诞生时间甚至早于南昌起义。其后改编为国民革命军第四军独立团参加北伐战争，战功卓著，是国民革命军第四军的精锐部队。在第一次国共合作破裂后，中国共产党开始独立领导自己的武装力量，此部队自然也成为了其中流砥柱，参与了自秋收起义到长征，从抗日战争到解放战争的几乎所有战役，胜多败少。
1949年建国后，一二七师仍然是中国人民解放军陆军的精锐部队之一，曾一度被划为广州军区独立师。而其于1985年划归的的中国人民解放军陆军第五十四集团军更是当时的“三大重装快速反应集团军”之一。对越自卫反击战中，由师长张万年指挥，攻占重镇谅山，击溃了越南人民军主力部队第316A师。1998年被正式改编为轻型机械化步兵第一二七师。
2017年，随着深化国防和军队改革的进行，第一二七师拆出三八〇团成立中型合成第一三一旅，余部整编为中型合成第一二七旅，划归陆军第八十二集团军为现行编制。

## 沿革
參考資料：
| 部隊番號                           | 使用時期                    |
| 南昌起义前                         | 南昌起义前                  |
| ---------------------------------- | --------------------------- |
| 国民革命军第四军第二十五师         | 1926年12月-1927年8月        |
| 南昌起义后                         |                             |
| 国民革命军第十一军第二十五师       | 1927年8月-1927年10月        |
| 国民革命军第五纵队                 | 1927年10月-1928年1月        |
| 中国工农革命军第一师               | 1928年1月-1928年4月28日     |
| 中国工农革命军第四军               | 1928年4月28日-1928年5月25日 |
| 中国工农红军第四军                 | 1928年5月25日-1933年6月     |
| 红一方面军第一军团第二师           | 1933年6月-1937年8月         |
| 八路军第六八五团                   | 1937年8月-1941年2月         |
| 新四军第七旅                       | 1941年2月-1946年10月        |
| 东北民主联军第十六师               | 1946年10月-1948年11月       |
| 中国人民解放军第四十三军第一二七师 | 1948年11月-1961年8月        |
| 广州军区独立师                     | 1961年8月-1968年8月         |
| 陆军第一二七师                     | 1968年8月-1985年4月         |
| 步兵第一二七师                     | 1985年4月-1998年6月         |
| 机械化步兵第一二七师               | 1998年6月-2017年4月         |
| 合成第一二七旅                     | 2017年4月至今               |

## 荣誉

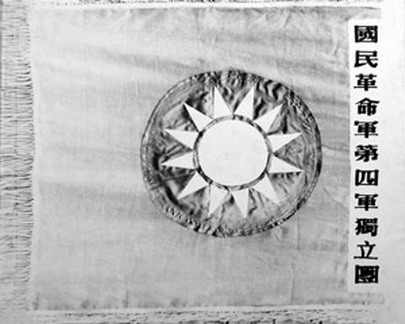
叶挺独立团团旗

- 叶挺独立团、红军团：原陆军第五十四集团军步兵第一二七师（铁军师）第三七九团，前陆海军大元帅府铁甲车队。2017年转隶并改为陆军第八十二集团军第一二七旅[3][4]。
- 秋收起义红二团、红军团：原步兵第三八〇团，现为合成第一三一旅主体
- 飞夺泸定桥连（红二连）：原陆军第五十四集团军步兵第一二七师第三七九团（叶挺独立团）某连。2017年转隶并改为陆军第八十二集团军第一二七旅某连[3]。
- 强渡乌江模范连（红一连）：原陆军第五十四集团军步兵第一二七师第三七九团（叶挺独立团）某连。2017年转隶并改为陆军第八十二集团军第一二七旅某连[3][4]。
- 刘老庄连：现本旅装步四联
- 能攻善守英雄连：第一二七师第三七九团第九连
- 阻击英雄连：第一二七师第三七九团第一连
- 英雄侦察连：第一二七师侦察连
- 渡海英雄营：第一二七师装甲团装甲步兵营
- 渡海英雄连：第一二七师装甲团装步一连（原一二七师三八一团一连）
- 612高地英雄连：第一二七师装甲团装步三连（原一二七师三八一团七连）